# Magyarország a 2009-es fedett pályás atlétikai Európa-bajnokságon
Magyarország az olaszországi Torinóban megrendezett 2009-es fedett pályás atlétikai Európa-bajnokság egyik részt vevő nemzete volt. Az ország a versenyen 7 sportolóval képviseltette magát.

## Eredmények

### Férfi
| Versenyző     | Versenyszám | Előfutam | Előfutam | Előfutam | Elődöntő | Elődöntő | Elődöntő | Döntő   | Döntő    |
| Versenyző     | Versenyszám | Idő      | Hely.    | Össz.    | Idő      | Hely.    | Össz.    | Idő     | Helyezés |
| ------------- | ----------- | -------- | -------- | -------- | -------- | -------- | -------- | ------- | -------- |
| Takács Dávid  | 800 m       | 1:54,45  | 3.       | 17.      | kiesett  | kiesett  | kiesett  | kiesett | kiesett  |
| Bene Barnabás | 1500 m      | 3:57,13  | 11.      | 21.      |          |          |          | kiesett | kiesett  |
| Szemeti Péter | 1500 m      | 3:49,65  | 8.       | 18.      |          |          |          | kiesett | kiesett  |
| Miczér Albert | 3000 m      | 8:00,94  | 7.       | 7.       |          |          |          | 8:10.55 | 12.      |
| Baji Balázs   | 60 m gát    | 7,94     | 6.       | 20.      | kiesett  | kiesett  | kiesett  | kiesett | kiesett  |

| Versenyző    | Versenyszám | Selejtező | Selejtező | Döntő    | Döntő    |
| Versenyző    | Versenyszám | Eredmény  | Helyezés  | Eredmény | Helyezés |
| ------------ | ----------- | --------- | --------- | -------- | -------- |
| Kürthy Lajos | Súlylökés   | 19,85 m   | 5.        | 20,04 m  | 5.       |

### Női
| Versenyző    | Versenyszám | Selejtező | Selejtező | Döntő    | Döntő    |
| Versenyző    | Versenyszám | Eredmény  | Helyezés  | Eredmény | Helyezés |
| ------------ | ----------- | --------- | --------- | -------- | -------- |
| Márton Anita | Súlylökés   | 15,82 m   | 13.       | kiesett  | kiesett  |